# Антифонное пение
Антифо́нное пе́ние (от греч. ἀντίφωνος) — хоровое (ансамблевое) пение, в котором попеременно звучат два хора (или два вокальных ансамбля). Антифонное пение применялось в древнегреческой трагедии (где хор делился на 2 полухория) и, возможно, в древнееврейском богослужении. По данным греческого историка V века Сократа Схоластика, в христианское богослужение введено Игнатием Антиохийским. Другие древние авторы относят появление антифонного пения к IV—V векам от н. э., иногда также указывая в качестве источника традиции Антиохию. На Западе окончательно закрепляют семантику антифонного пения Исидор Севильский (VII в.) и Аврелиан из Реоме (IX в.), которые, употребляя термин антифон, имеют в виду не форму (жанр) богослужебной монодии, а именно способ исполнения (распева) стиха: «Antiphona <…> vox reciproca duobus scilicet choris alternatis psallentibus». 
В византийском обиходе антифонно распевались псалмы и библейские песни, а также гимнографические жанры (например, степенны). У католиков антифонно поются псалмы, причём стихи распеваются поочерёдно двумя группами певчих (в том числе антифонно поётся малая доксология Gloria Patri et Filio et Spiritui Sancto…). В русском православном богослужении антифонное пение, предусмотренное Уставом, ныне почти не соблюдается. Понятно, что при наличии только одного хора исполнение положенных песнопений антифонным способом невозможно.
В богослужении христиан западной Европы (у католиков, позже и у протестантов) антифонное пение дало толчок к развитию многоголосной музыки. Начиная с позднего Средневековья, а особенно в эпоху Ренессанса и в барочной музыке псалмы и псалмоподобные тексты (магнификат), а также строфические формы (гимны, секвенции, части ординария мессы, особенно Kyrie) исполнялись в технике alternatim — один стих распевался, как обычно, монодически, а другой — в более или менее пышной многоголосной обработке, либо на органе. Из последней практики развился особый жанр музыки, (неаутентично) называемый органной мессой.
Антифонную псалмодию следует отличать от антифона как жанра (который в католическом певческом обиходе исполняется всем хором, без деления на группы), хотя происхождение «антифона» связано (в том числе и этимологически) с «антифонным пением». В этномузыковедении термин «антифонное пение» стал употребляться в типологическом смысле и ныне относится к соответствующему типу хорового исполнения в различных музыкальных культурах — письменных и устных (в том числе в русском музыкальном фольклоре).